# Paul Babendererde (Historiker)
Paul Babendererde (* 19. September 1878 in Rostock; † 30. Mai 1953 in Gehlsdorf) war ein deutscher Postbeamter, Historiker und Autor.

## Leben
Nach dem Abitur am Realgymnasium Rostock 1897 immatrikulierte sich Babendererde als stud. phil. an der Universität Rostock. Nach nur einem Semester trat er 1898 in die Dienste der Reichspost, wo er 1906 die Verwaltungsprüfung ablegte und 1907 Postpraktikant in Charlottenburg wurde. Nebenher hospitierte er an der Universität Berlin. Er nahm dann sein Studium wieder auf und promovierte an der Universität Königsberg mit einer Dissertation über das Thema Nachrichtendienst und Reiseverkehr des Deutschen Ordens um 1400 zum Dr. phil. Babendererde schied später aus dem Postdienst als Postdirektor a. D. aus. Er war Gemeindevorsteher in Gehlsdorf bei Rostock, das 1934 nach Rostock eingemeindet wurde. Als Hilfsarbeiter arbeitete er danach im Rostocker Stadtarchiv. Nach dem Zweiten Weltkrieg wurde er aus dem öffentlichen Dienst entlassen.
Babendererde verfasste überwiegend Mecklenburgica, sowohl als historische Schriften wie auch in Romanform. Sein Nachlass wird vom Rostocker Stadtarchiv verwahrt.